# Comuna Ervenik, Šibenik-Knin
Ervenik (sârbă Ервеник) este o comună în cantonul Šibenik-Knin, Croația, având o populație de 1.105 locuitori (2011).

## Demografie
Componența etnică a comunei Ervenik
     Sârbi (97,19%)
     Croați (2,53%)
     Necunoscut (0,27%)
     Neclasificat (0%)
Componența confesională a comunei Ervenik
     Ortodocși (96,38%)
     Catolici (2,26%)
     Fără religie și atei (1,09%)
     Necunoscută (0,27%)
Conform recensământului din 2011, comuna Ervenik avea 1.105 locuitori. Din punct de vedere etnic, majoritatea locuitorilor (97,19%) erau sârbi, cu o minoritate de croați (2,53%). Apartenența etnică nu este cunoscută în cazul a 0,27% din locuitori. Din punct de vedere confesional, majoritatea locuitorilor (96,38%) erau ortodocși, existând și minorități de catolici (2,26%) și persoane fără religie și atei (1,09%). Pentru 0,27% din locuitori nu este cunoscută apartenența confesională.